# Farväl, o värld
Farväl, o värld är en psalmsång som dels är skriven av en okänd författare och senare år 1887 bearbetades av Frälsningsarméns Herbert Booth. Musiken är komponerad av G. Jackson. Psalmen har fyra åttaradiga verser. I Hjärtesånger 1895 anger Emil Gustafson sig själv som författare.

## Publicerad i
- Frälsningsarméns sånghäfte 1887
- Hjärtesånger 1895 som nr 78 under rubriken Jesu efterföljelse.
- Musik till Frälsningsarméns sångbok 1907 som nr 200
- Frälsningsarméns sångbok 1929 som nr 244 under rubriken Jubel, erfarenhet och vittnesbörd.
- Frälsningsarméns sångbok 1968 som nr 275 under rubriken Jubel och tacksägelse.
- Frälsningsarméns sångbok 1990 som nr 542 under rubriken Erfarenhet och vittnesbörd.